# Hubert Bourdy
Hubert Bourdy, né le 5 mars 1957 à Troyes, et mort le 25 juin 2014 à Bourg-en-Bresse, est un cavalier international de concours de saut d'obstacles français (CSO). Il s'était installé en 1989 à Marlieux dans l'Ain.

## Biographie
Hubert Bourdy a commencé l'équitation à l'âge de 11 ans. Il a monté une écurie de propriétaire à 18 ans et est devenu membre de l'équipe de France en 1987. Il a arrêté sa carrière de cavalier en février 2009 lors du concours international de Villeneuve-Loubet.
Hubert Bourdy poursuit sa carrière dans le commerce international des chevaux destinés aux compétitions de saut d'obstacles. Il a découvert et commercialisé de très nombreux « cracks » tels que Hélios (7e au championnat d'Europe disputé à Arnhem), Flèche Rouge (participant aux JO d’Athènes avec Leopold Van Asten), Olympic (participant aux JO d’Athènes avec Steve Guerdat), Lacroix 9 (vainqueur du Grand Prix de Windsor en 2006)

## Palmarès
- 1983 : médaillé d'or aux Jeux méditerranéens
- 1988 : médaille de bronze par équipe aux Jeux olympiques de Séoul avec Morgat*ENE ;
- 1990 : médaille d’or par équipe et médaille de bronze en individuel aux Championnats du Monde de Stockholm avec Morgat*ENE ;
- 1992 : médaille de bronze par équipe aux Jeux olympiques de Barcelone avec Razzia du Poncel ;
- 1993 : médaille de bronze par équipe au Championnat d'Europe de Gijón avec Razzia du Poncel.
- 2003 : 1er du Grand Prix du CSI-5* de Valkenswaard avec Eve des Etisses et membre de l'équipe vainqueur de la Samsung super league.
- 2004 : membre de l'équipe vainqueur de la Samsung super league.
- 2005 : vainqueur du Grand Prix Coupe du Monde de Bordeaux et finaliste de la Coupe du Monde de Las Vegas avec VDL Groep Eve des Etisses
- 2007 : 1er du Grand Prix CSI-5* de São Paulo, deuxième du Grand Prix CSI-5* de Calgary et 12e du Grand Prix CSI-5* de Equita'Lyon avec Toulon